# Малларе
Малларе (італ. Mallare, ліг. Malëre) — муніципалітет в Італії, у регіоні Лігурія, провінція Савона.
Малларе розташоване на відстані близько 440 км на північний захід від Рима, 55 км на захід від Генуї, 15 км на захід від Савони.
Населення — 1167 осіб (2014).
Щорічний фестиваль відбувається 6 грудня. Покровитель — святий Миколай.

## Демографія
Населення за роками:

Станом на 1 січня 2023 року в муніципалітеті офіційно проживало 50 іноземців з 16 країн, серед них 21 громадянин країн Євросоюзу та 3 громадяни України.

## Сусідні муніципалітети
- Альтаре
- Борміда
- Каліче-Лігуре
- Каркаре
- Орко-Фельїно
- Палларе
- Куїліано
- Вецці-Портіо